# Alpi della Grande Sassière e del Rutor
Le Alpi della Grande Sassière e del Rutor (dette anche Alpi Graie Centrali) sono una sottosezione delle Alpi Graie. Costituiscono la parte centrale delle Alpi Graie. In Italia interessano la Valle d'Aosta e, marginalmente, il Piemonte; in Francia si collocano nel dipartimento della Savoia. Prendono il nome dall'Aiguille de la Grande Sassière e dalla Testa del Rutor, le due vette più importanti del gruppo.

## Geografia
Confinano:

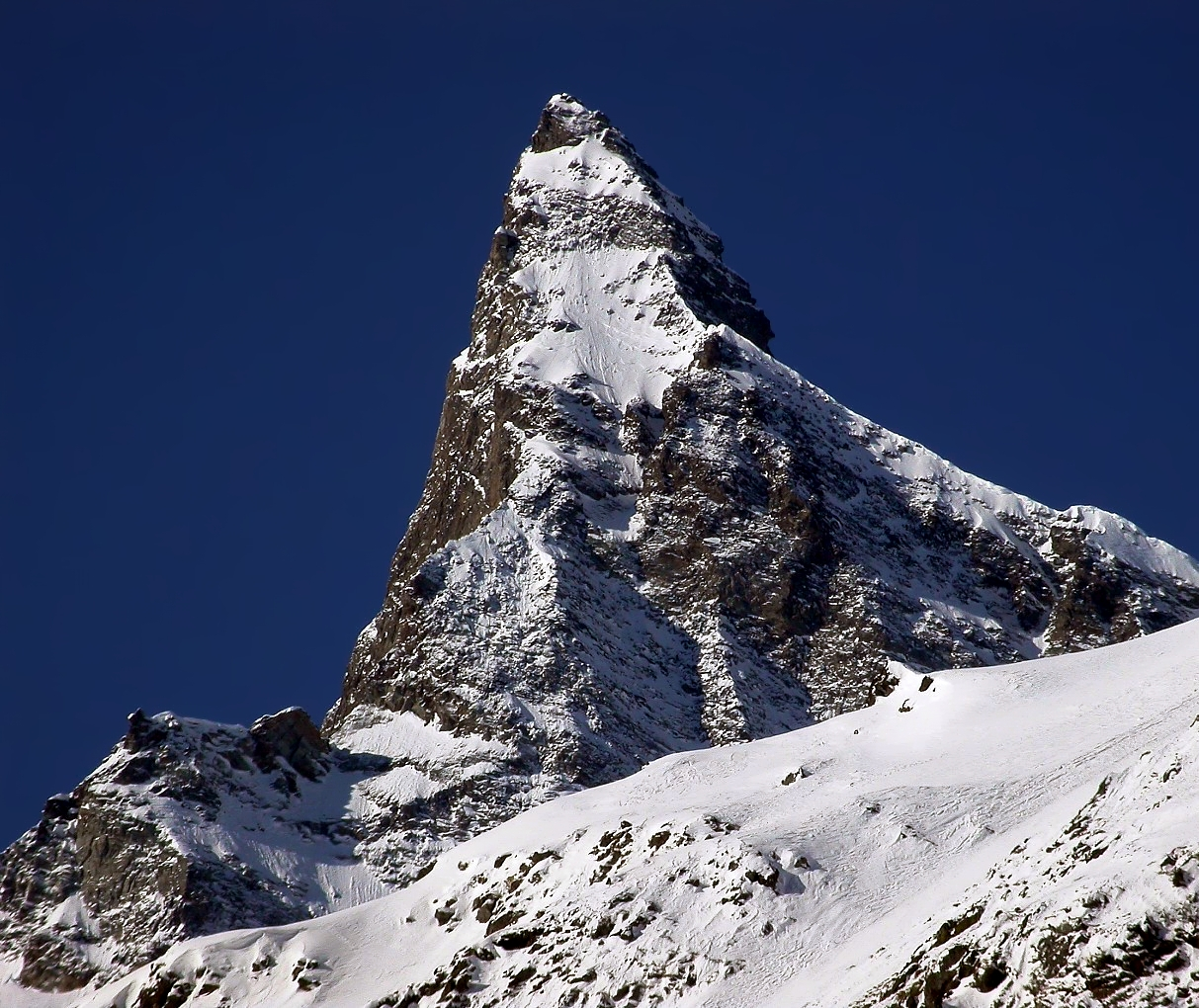
Grande Rousse

- a nord-ovest con le Alpi del Monte Bianco (nella stessa sezione alpina) e separate dal colle della Seigne;
- a nord-est con le Alpi del Grand Combin (nelle Alpi Pennine) e separate dal fiume Dora Baltea;
- ad est con le Alpi del Gran Paradiso (nella stessa sezione alpina) e separate dal Colle del Nivolet e dalla Valsavarenche;
- a sud-est con le Alpi di Lanzo e dell'Alta Moriana (nella stessa sezione alpina) e separate dal colle Galisia;
- a sud-ovest con le Alpi della Vanoise e del Grand Arc (nella stessa sezione alpina) e separate dal corso del fiume Isère;
- ad ovest con le Alpi del Beaufortain (nella stessa sezione alpina).

Ruotando in senso orario i limiti geografici sono: Colle Galisia, fiume Isère, Vallon des Chapieux, Vallon des Glaciers, Colle della Seigne, Val Veny, Courmayeur, fiume Dora Baltea, Valsavarenche, Colle del Nivolet, Colle Galisia.

## Definizione
Secondo la SOIUSA le Alpi della Grande Sassière e del Rutor sono una sottosezione delle Alpi Graie.
Secondo altre definizioni più tradizionali insieme alle Alpi di Lanzo e dell'Alta Moriana costituivano il gruppo centrale delle Alpi Graie.

## Suddivisione

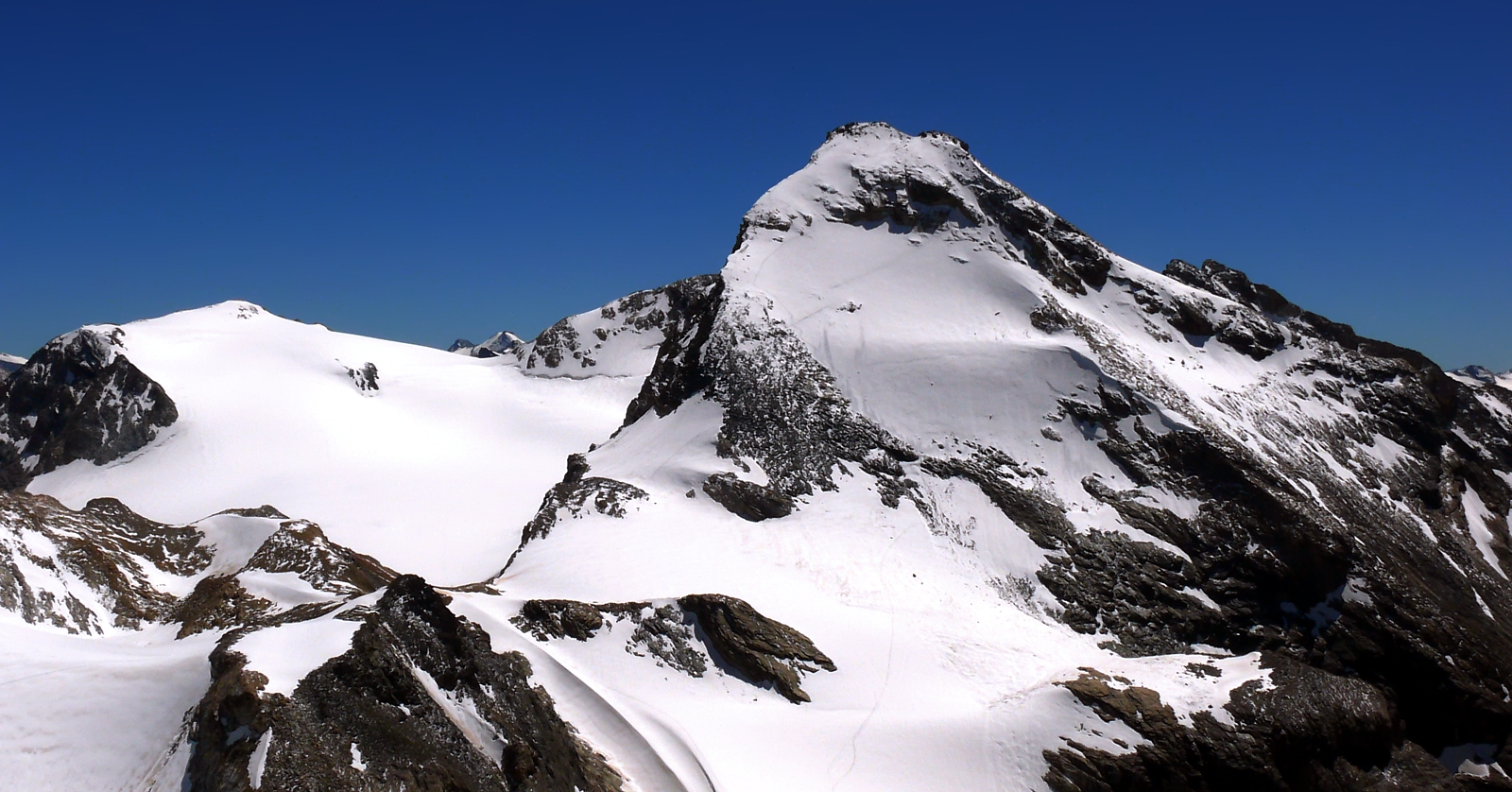
Tsanteleina

Secondo la SOIUSA le Alpi della Grande Sassière e del Rutor sono una sottosezione alpina con la seguente classificazione:
- Grande parte = Alpi Occidentali
- Grande settore = Alpi Nord-occidentali
- Sezione = Alpi Graie
- Sottosezione = Alpi della Grande Sassière e del Rutor
- Codice = I/B-7.III

Secondo la SOIUSA le Alpi della Grande Sassière e del Rutor sono a loro volta suddivise in due supergruppi, quattro gruppi e nove sottogruppi:
- Catena Grande Sassière-Tsanteleina (A)
  - Costiera Galisia-Entrelor-Bioula (A.1)
  - Gruppo Grande Sassière-Tsanteleina (A.2)
    - Nodo della Tsanteleina (A.2.a)
    - Sottogruppo Grande Traversière-Grande Rousse (A.2.b)
    - Nodo della Grande Sassière (A.2.c)
- Catena Rutor-Léchaud (B)
  - Gruppo del Rutor (B.3)
    - Nodo del Rutor (B.3.a)
    - Sottogruppo del Paramont (B.3.b)
    - Sottogruppo del Monte Colmet (B.3.c)
    - Sottogruppo del Grand Assaly (B.3.d)

  - Gruppo Punta Léchaud-Berio Blanc (B.4)
    - Sottogruppo della Punta Léchaud (B.4.a)
    - Sottogruppo del Berio Blanc (B.4.b)

Il supergruppo Catena Grande Sassière-Tsanteleina raccoglie le montagne nella parte sud-est; la Catena Rutor-Léchaud quelle nella parte nord-ovest. La Valgrisenche, il Col du Mont ed il Vallon de Mercuel dividono i due supergruppi.

## Vette

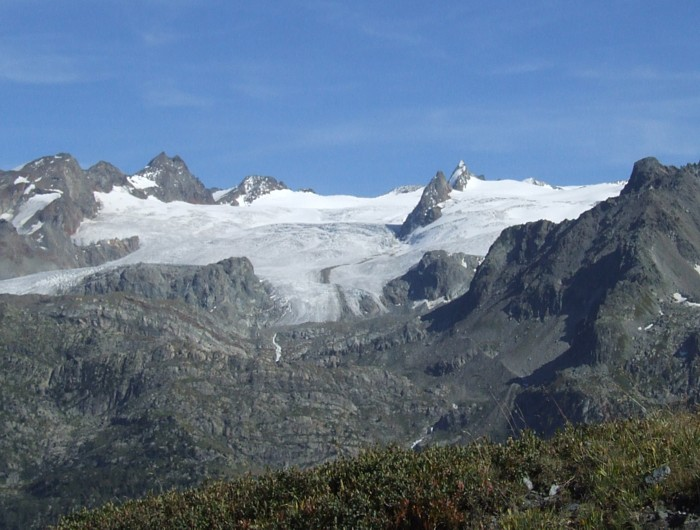
Il ghiacciaio del Rutor e la Testa del Rutor

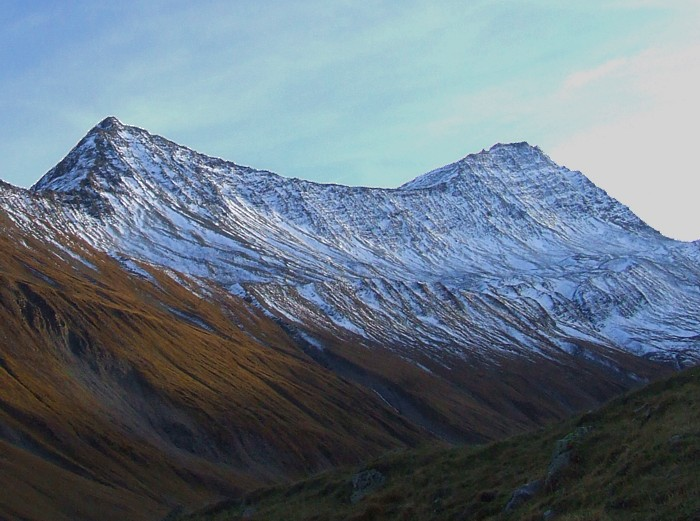
Punta Lechaud

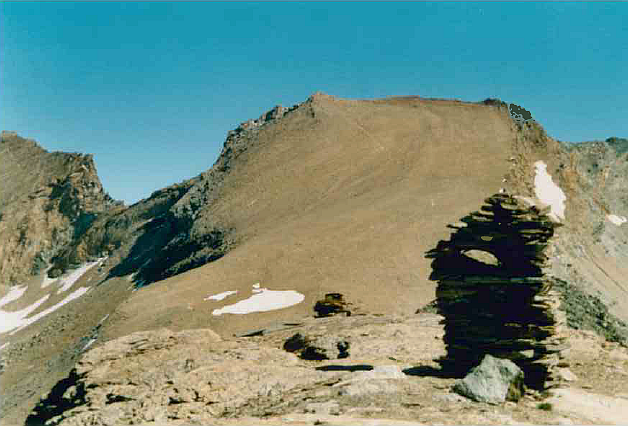
Mont Tout Blanc

Le vette principali delle Alpi della Grande Sassière e del Rutor sono:
- Aiguille de la Grande Sassière - 3.751 m
- Grande Rousse - 3.607 m
- Tsanteleina - 3.606 m
- Grande Traversière - 3.496 m
- Testa del Rutor - 3.486 m
- Punta Calabre - 3.445 m
- Cima dell'Aouillé - 3.445 m
- Mont Taou Blanc - 3.438 m
- Cima di Entrelor - 3.430 m
- Becca di Suessa - 3.423 m
- Punta di Bioula - 3.414 m
- Monte Château Blanc - 3.408 m
- Granta Parey - 3.387 m
- Punta di Galisia - 3.345 m
- Punta Basei - 3.338 m
- Becca della Traversière - 3.337 m
- Monte Paramont - 3.301 m
- Ormelune - 3.278 m
- Gran Vaudala - 3.272 m
- Monte Berio Blanc - 3.258 m
- Punta Leynir - 3.238 m
- Bec de l'Ane - 3.213 m
- Punta Bes - 3.177 m
- Grand Assaly - 3.174 m
- Punta Loydon - 3.145 m
- Punta Lechaud - 3.128 m
- Monte Colmet - 3.024 m
- Lancebranlette - 2.933 m
- Monte Chétif - 2.343 m

## Rifugi

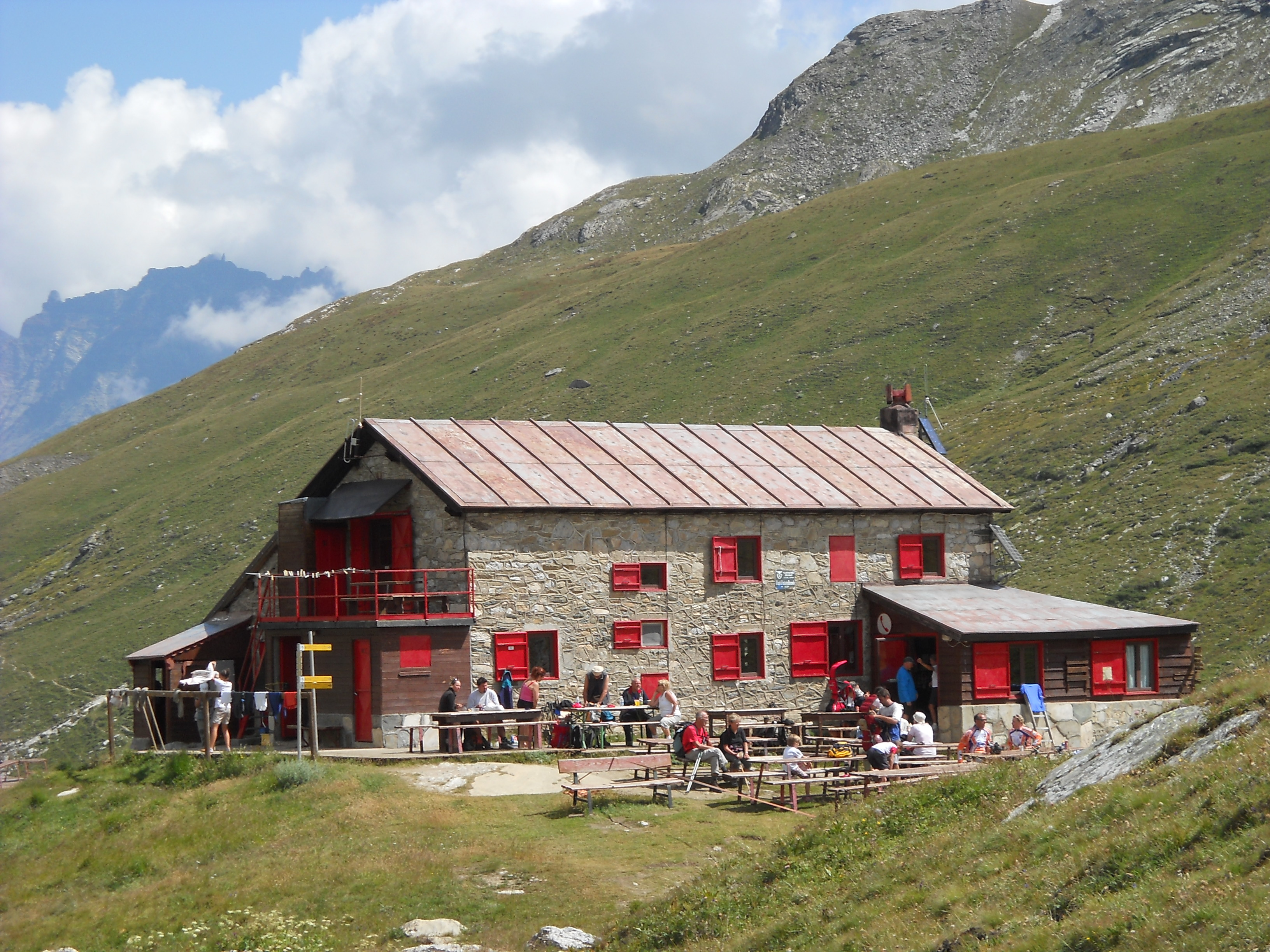
Rifugio Gian Federico Benevolo

Per favorire l'escursionismo e la salita alle vette intorno alle Alpi della Grande Sassière e del Rutor sono costruiti alcuni rifugi:
- Rifugio degli Angeli al Morion - 2.916 m
- Rifugio Alberto Deffeyes - 2.494 m
- Rifugio Pian della Ballotta - 2.470 m
- Rifugio Chalet de l'Épée - 2.370 m
- Refuge du Prariond - 2.324 m
- Rifugio Gian Federico Benevolo - 2.285 m
- Rifugio Mario Bezzi - 2.284 m
- Refuge de l'Archeboc - 2.030 m
- Refuge le Monal - 1.874 m